# Daniel Pelyhe
Daniel Pelyhe (* 15. Mai 1985) ist ein ungarischer Militärsportler. Er startet sowohl in der Disziplin Orientierungslauf wie auch im Biathlon.
Daniel Pelyhe nahm 2003 in Põlva und 2004 in Gdańsk an den Junioren-Weltmeisterschaften im Orientierungslauf teil und wurde 79. sowie 43. Bei den Universitätsweltmeisterschaften 2010 wurde er in Gyllfäbodarna 65. 2011 startete er auch bei den Ski-Orientierungslauf-Weltmeisterschaften in Schweden und belegte dabei den 48. Platz.
Im Biathlon startete Pelyhe erstmals im Rahmen der Sommerbiathlon-Europameisterschaften 2010 in Osrblie bei einem Großereignis. Sowohl im Sprint als auch in der Verfolgung belegte er den 33. Platz, mit Agnes Simon, Ildikó Papp und Károly Gombos wurde er in der ungarischen Mixed-Staffel Achter. Als Schlussläufer schoss Pelheye fünf Fehler und konnte somit eine bessere Platzierung nicht herbeiführen. 2011 bestritt er in Annecy seine ersten Rennen im IBU-Cup und wurde 84. eines Einzels und 86. eines Sprints.

## Belege
1. ↑  JWOC 2003 EST (Memento vom 23. März 2012 im Internet Archive)
2. ↑  JWOC 2004 POL (Seite nicht mehr abrufbar, festgestellt im April 2018. Suche in Webarchiven)  Info: Der Link wurde automatisch als defekt markiert. Bitte prüfe den Link gemäß Anleitung und entferne dann diesen Hinweis.
3. ↑  XVII World University Orienteering Championship 2010 (Memento vom 19. September 2011 im Internet Archive) (PDF; 42 kB)

| Personendaten    | Personendaten               |
| ---------------- | --------------------------- |
| NAME             | Pelyhe, Daniel              |
| KURZBESCHREIBUNG | ungarischer Militärsportler |
| GEBURTSDATUM     | 15. Mai 1985                |